# Großer Rotstein
Der Große Rotstein ist ein 3147 m ü. A. hoher Berggipfel der Rieserfernergruppe an der Grenze zwischen Osttirol (Österreich) und Südtirol (Italien).

## Lage
Der Große Rotstein befindet sich im Nordwesten des Bezirks Lienz (Gemeinde St. Jakob in Defereggen) bzw. im Nordosten von Südtirol (Gemeinde Sand in Taufers). Er liegt zwischen dem Kleinen Rotstein 3048 m ü. A. im Nordwesten und dem Mulle 3162 m ü. A. im Südosten. Im Norden befindet sich das Fleischbachkees, das jedoch nicht bis zum Gipfel hinaufreicht. Die in Südtirol gelegenen Bergflanken sind im Naturpark Rieserferner-Ahrn unter Schutz gestellt.

## Anstiegsmöglichkeiten
Der Normalweg auf den Großen Rotstein führt vom Alpengasthaus Oberhaus entweder über die Seebachalm zum Östlichen Fleischbachkees oder über die Jagdhausalm zum Westlichen Fleischbachkees. Über das Kees und eine steile Firnflanke führt der weitere Weg hinauf zum Ostgrat und in leichter Kletterei (UIAA II) zum Gipfel.